# Akepa de Hawaii
L'akepa de Hawaii (Loxops coccineus) (ʻAkepa en hawaià) és una espècie d'ocell de la família Fringillidae i del gènere Loxops. És endèmica de Hawaii, i està en perill d'extinció.

## Descripció i comportament
És una au molt petita, d'uns 10 cm de llarg. Com les altres espècies del gènere Loxops té lleugerament creuades les mandíbules, encara que és una característica poc evident. Té el bec de color groc palla.
És una espècie amb un gran dimorfisme sexual. El mascle és d'un vermell brillant amb les ales i la cua negres. La femella té un plomatge molt més apagat, de color verd-grisàcia. És més fosca en les seves parts superiors i amb matisos vermell-ataronjats en el pit.

## Hàbitat i estat de conservació
Habita els boscos humits de l'estatge montà, entre 1.100 i 2.100 metres, d'acàcia i Metrosideros polymorpha de l'illa de Hawaii. Prefereix els boscos vells, amb arbres grans. La seva població s'estima en uns 14.000 exemplars, repartits en tres poblacions. A les zones perifèriques de la seva àrea de distribució les poblacions semblen estar disminuint, i en les centrals es mantenen estables; i la tendència demogràfica general és decreixent.